# 斯尼亞滕

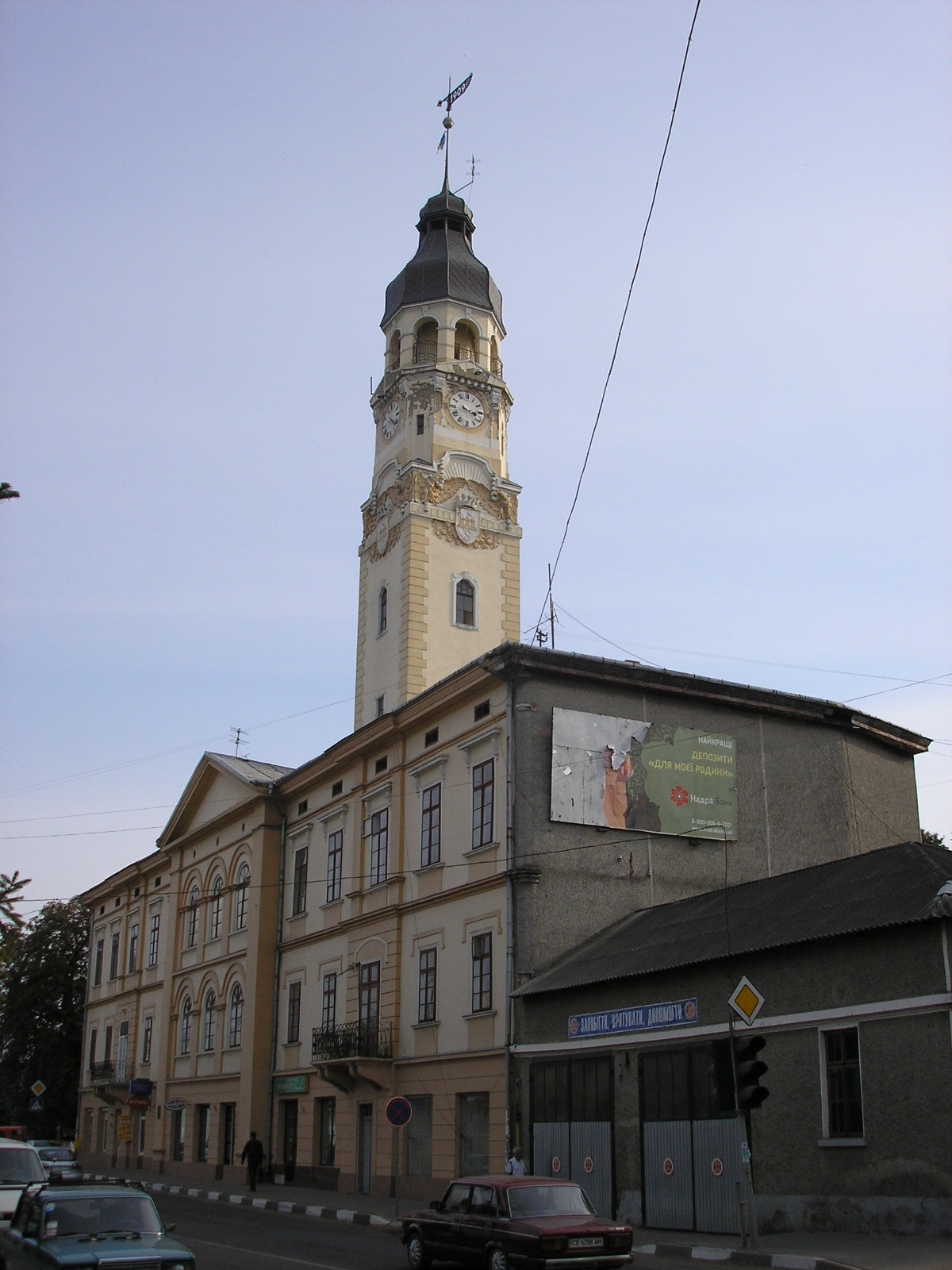

斯尼亞滕（羅馬化：Sniatyn）是烏克蘭的城市，位於該國西部普魯特河，距離伊萬諾-弗蘭科夫斯克州81公里，由伊萬諾-弗蘭科夫斯克州負責管轄，面積35.29平方公里，海拔高度270米，2011年人口10,161。

## 外部連結
- SNYATYN, (SNIATYN): A Jewish shtetl from the mid 1500s through the mid 1940s
- A polish-ukrainian project on the history of Sniatyn

48°27′4″N 25°34′16″E / 48.45111°N 25.57111°E